# JR北海道KiHa 281系柴聯車
KiHa 281系柴油动车组（日语：キハ281系気動車）是北海道旅客铁道（JR北海道）在1992年（平成4年）引进，1994年（平成6年）开始营运的特急型柴聯車。

## 概要
JR北海道在1991年展開函館站－札幌站之間的高速化計劃，引進此本型擺式柴油動車組供特急列車使用。本型車以四國旅客鐵道（JR四國）在1989年引進的JR四國2000系柴油動車組為藍本，試作車在1992年1月製造先頭車2節、同年10月再製造中間車1節作長期試驗，1993年由富士重工和日本車輛量產，在1994年3月1日的時刻表改正中，投入特急列車「超級北斗」的營運。
本型車是日本在來線首次以130km/h營運的柴油動車組。列車通過彎道時，速度可比原本（非傾斜式車輛）高出30km/h，函館－札幌之間的最短時間從KiHa 183系的特急「北斗」的3時間29分縮短至2時間59分（增停新札幌後需時3小時正），且兩地行駛時間最短列車的表定速度是日本在來線列車最快的（2000年3月增停新札幌前：106.8km/h、2000年3月增停新札幌後-2013年11月減速前：106.2km/h）。
在改良型的JR北海道KiHa 283系柴油動車組出現後，JR北海道不再購買本系列列車，最終製造了27節列車。
1995年，獲鐵道友之會頒發桂冠獎，為JR北海道成立以來，第一款得到此獎的鐵路車輛。
值得一提，本車型與785系同樣自落成以來並無發生任何事故，保養情況相對良好。
另外，在JR北海道的文件中，本型車會以「281系氣動車」稱呼，以避免與JR西日本營運的281系電聯車混淆。
2022年9月30日，結束定期運用於特急北斗，同年10月22日・10月23日運行臨時列車「超級北斗」後引退。

## 設計

### 車體
車身以JR四國2000系柴聯車為基礎，採用輕量化不鏽鋼車體，端面以普通鋼製造。車門使用高氣密度的滑塞門。駕駛車端面的駕駛室位置較高，而為了應付運輸量變化可能會有並聯運轉的需要，其下設有貫通門。位置較高的駕駛室對於傾斜式車輛的重心有不利影響，但這是為了改善駕駛員視野，以及對於北海道鐵道常見與大型動物發生事故的狀況，或是在平交道發生事故時，能提供駕駛員保護。後續JR北海道的特快列車也都採用這樣的設計。駕駛車的出入通道可直接通往此貫通走道，而貫通門的車窗也附有雨刷以便有需要時工作人員可以在此觀察。以前貫通通道與車門之間的空間是開放的，乘客可在此欣賞列車前方風景。。駕駛台與721系電車、785系電車一樣，採用左手操作的主控制台與監控裝置。。

### 引擎與變速箱
每輛車裝配兩部小松製作所製造的直列六汽缸柴油引擎DMF11HZA形 （出力355ps/2100rpm），液體變速機為液聯一段、直聯三段的N-DW15。

### 轉向架
轉向架為無枕梁設計的N-DT281A型 ，附有防蛇行阻尼器，配備受控制自然傾斜機制，車輪直徑減小至 810 毫米以降低重心。傾斜機制在KiHa 281形原型車採用了在381 系和 JR四國2000 系柴聯車使用的“滾輪式”機制，但在後續製造的キハ280形原型車，為了提升防寒抗雪能力，採用JR四国8000系電車原型車使用的「曲線軸承導軌式」，量產車也採用此機制。傾斜機制作動時車體最大傾斜角為5度，這使本型車通過曲線的時速可比一般列車高30公里。

### 制動裝置
使用電氣指令式空氣制軔，併用引擎剎車與排氣剎車，可縮短軔停距離。基本軔機使用輪面剎車，使用由JR北海道苗穂工場製造的特殊鑄鐵製剎車靴，以最高速度行駛於結冰軌道時仍能於600公尺內軔停。

### 客室
內裝以785系電聯車為基礎，客室出入口上方有三色LED顯示器。綠色車廂座椅為橫向每排三座位2+1配置，單座位與雙座位的配置於車廂兩端位於不同側，以平衡車廂重心。廁所採西式廁所，在原型車比較了循環室與真空式馬桶後，量產車採用真空式馬桶。暖氣來源為利用引擎廢熱加溫水，每部車廂裝配兩部N-AU281型冷氣，由引擎直接驅動，裝在車頂。

## 形式
キハ281形
有駕駛室的普通車廂。每側有兩個車門。
900番台 (901, 902)
原型車。901朝向函館方向，902則在札幌方向。自重為41.0噸。貫通門有一個小窗，但沒有配備雨刷。原始使用的轉向架是N-DT281型，使用滾輪式傾斜機構。排障器最初為灰色的，後來改成與車身同色。採用西式廁所並有男性專用廁所。後來的編組都配於札幌端，作為自由席車廂。定員48名。
0番台 (1 - 6)
以與原型車幾乎相同的規格製造的量產車輛。自重43.2噸。1, 3, 5在編組的函館端，2, 4, 6是札幌端的駕駛車。貫通門與窗加大，配有雨刷。座椅扶手、男廁所與原型車有區別。轉向架改為N-DT281A型（使用曲線軸承導軌傾斜機構）。目前1號車固定於編組的札幌端，作為自由席車廂。
キハ280形
無駕駛室的中間普通車廂，每側有一個上下車門
900番台 (901)
原型車。沒有廁所或洗手間，但有行李寄存區，載客量60人。自重41.1噸。扶手為黑色，扶手的形狀也與量產車不同。出廠時的轉向架為N-DT280型，基本剎車為碟式剎車。
100番台 (101 - 110)
與原型車幾乎相同的量產型中間車，沒有廁所或洗手間，載客量60人。自重40.6噸。轉向架為N-DT281A型，為曲線軸承導軌傾斜機構。
0番台 (1 - 4)
本形車於札幌側設置了適合輪椅使用者的座位和廁所。有男廁所和多功能室。容量51人。自重41.7噸。轉向架和驅動系統的規格與100番台相同。曾裝有公用電話，2006年3月18日後拆除，作為業務用空間。
キロ280形 (1 - 4)
無駕駛室的綠色車廂中間車，座位數為26個，以2+1橫向排列，於車廂中段改為1+2排列，重為43.0噸。座位配備無線電廣播/音樂面板。設有車內銷售準備室、車掌室、男廁所、西式廁所。轉向架和驅動系統與Kiha 280量產車相同。過去安裝了吸煙室和卡式公用電話，但後來拆除了。

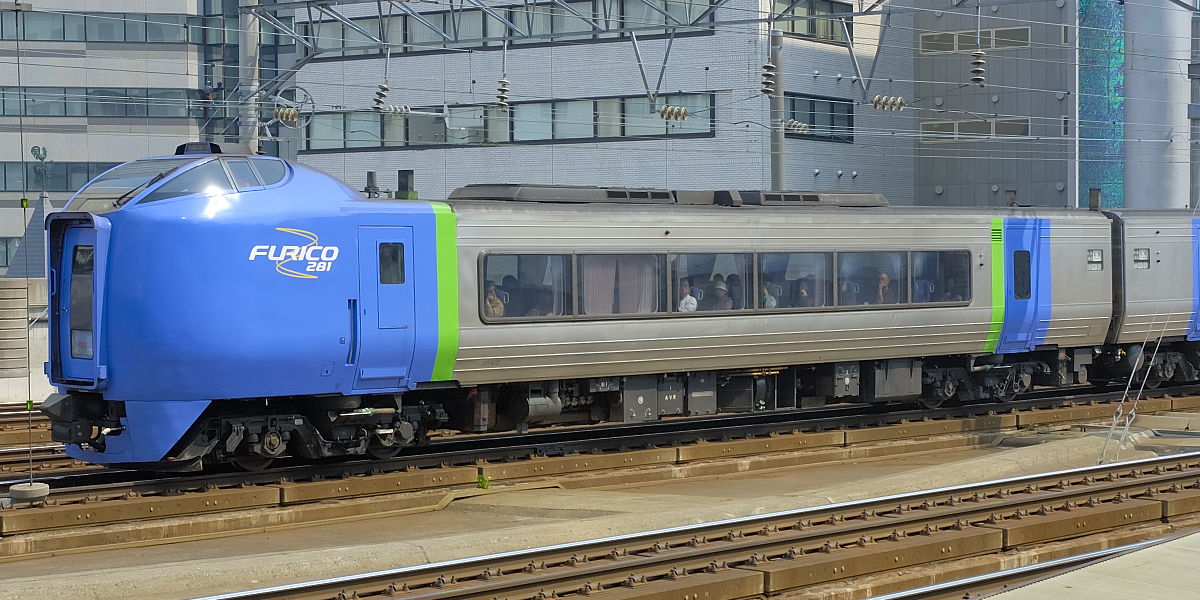
キハ281形 900番台 （2008年4月26日 / 札幌站）
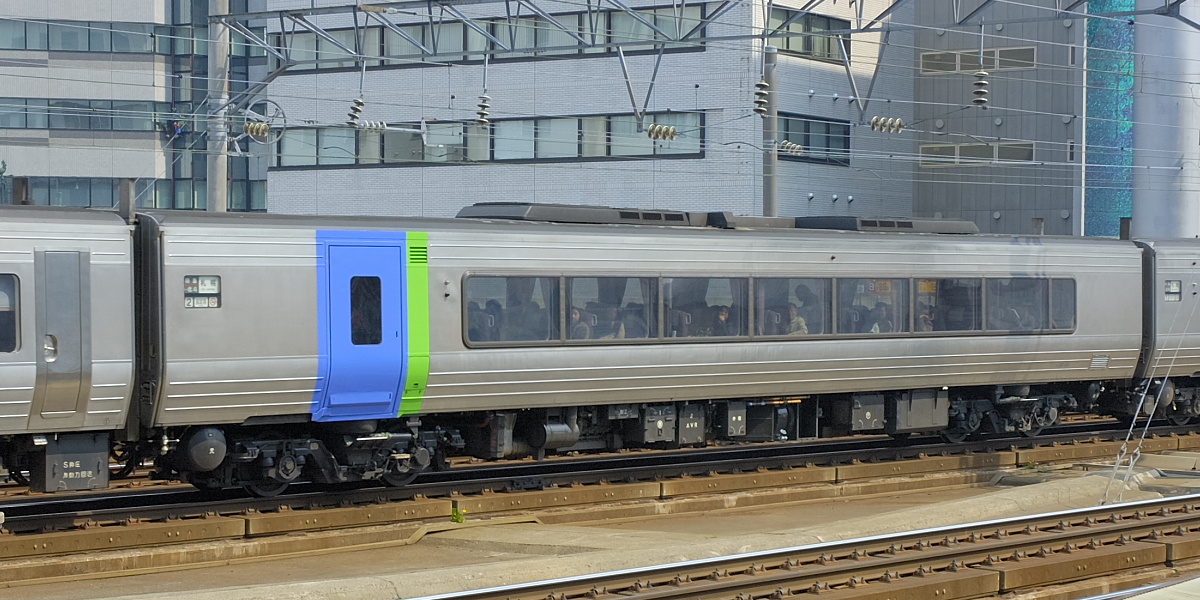
キハ280形 900番台 （2008年4月26日 / 札幌站）
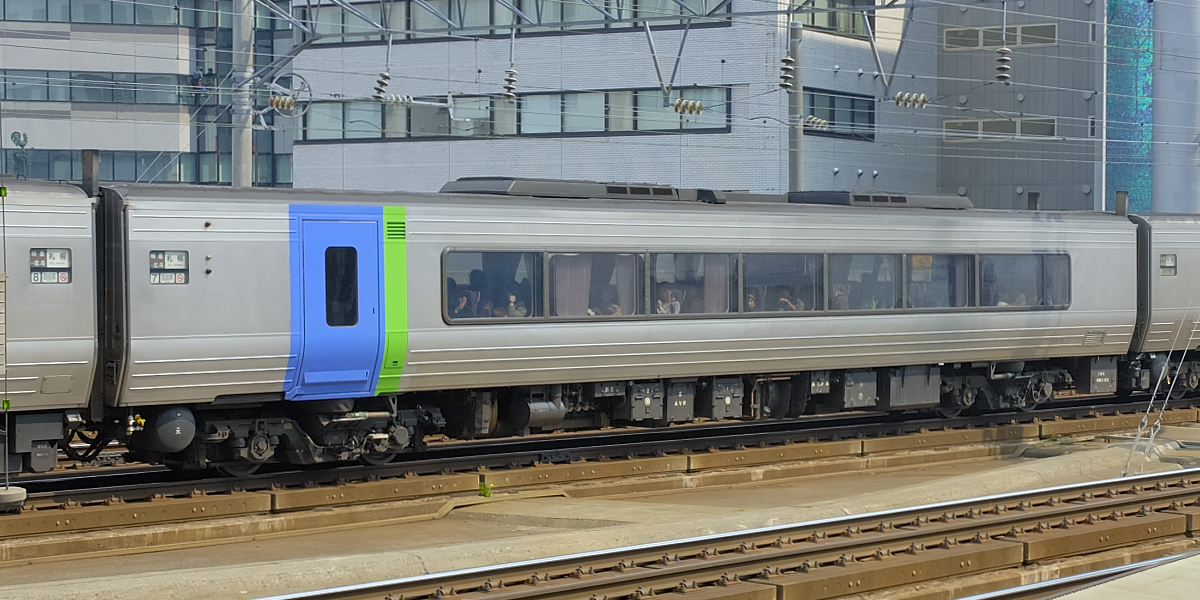
キハ280形 100番台 （2008年4月26日 / 札幌站）
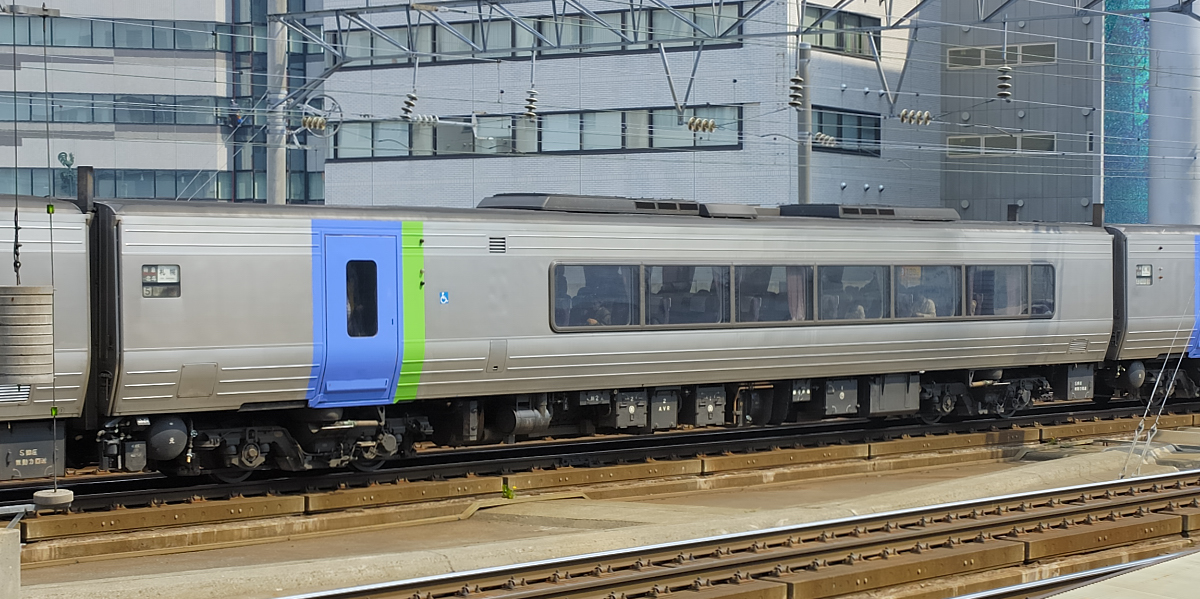
キハ280形 0番台 （2008年4月26日 / 札幌站）
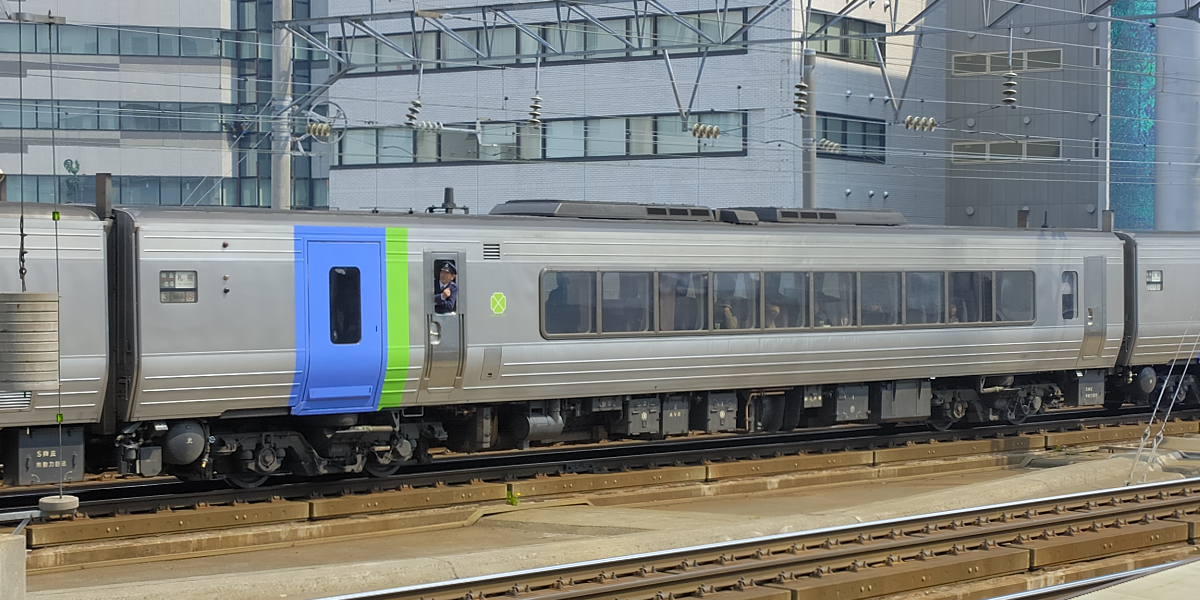
キロ280形 （2008年4月26日 / 札幌站）

## 改造
側窗保護改裝
於嚴寒地帶高速行駛，附著於車體的冰塊落下，彈起的異物經常擊壞車窗。因此從2001年（平成13年）開始，所有車廂的側窗加裝由聚碳酸酯製成的透明保護罩。

重要零件更換
2005 年（平成 17 年）起，所有的車廂都改裝了車內顯示幕以及側面的終點指示器與正面的列車顯示器，並重新塗裝。某些車廂的座椅套更換了顏色，先頭車的下方兩盞大燈改用HID，也更新了行駛的設備，例如引擎改用降低污染的N-DMF11HZD (355ps/2100rpm)，原型車特有的設備，例如轉向架，也改用小改款的N-DT281B形轉向架，以與量產車統一。

大燈改用LED
2018年至2019年初，先頭車駕駛室下方的兩個大燈，將2005年起使用的HID燈，改為LED燈。

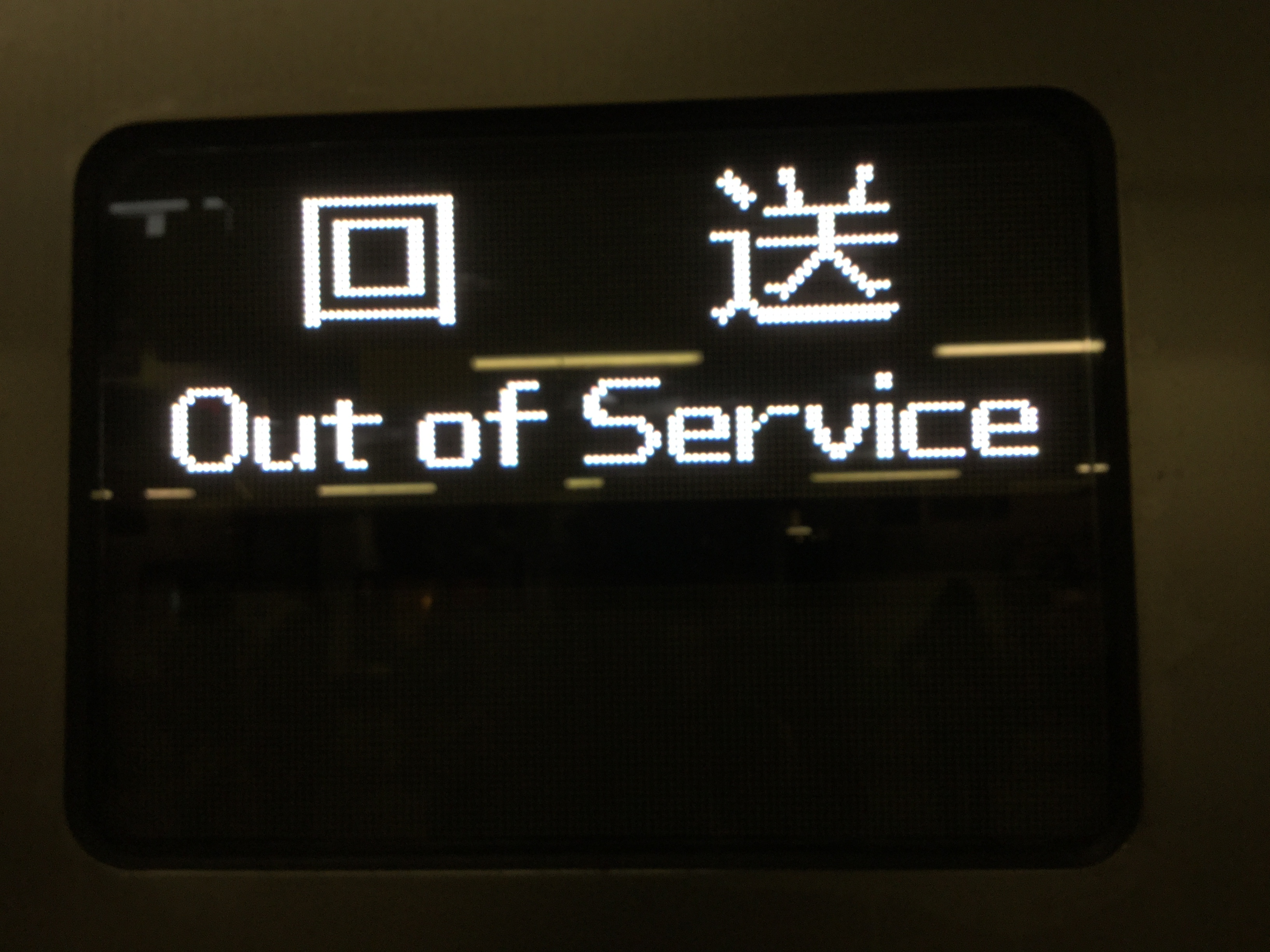
回送表示
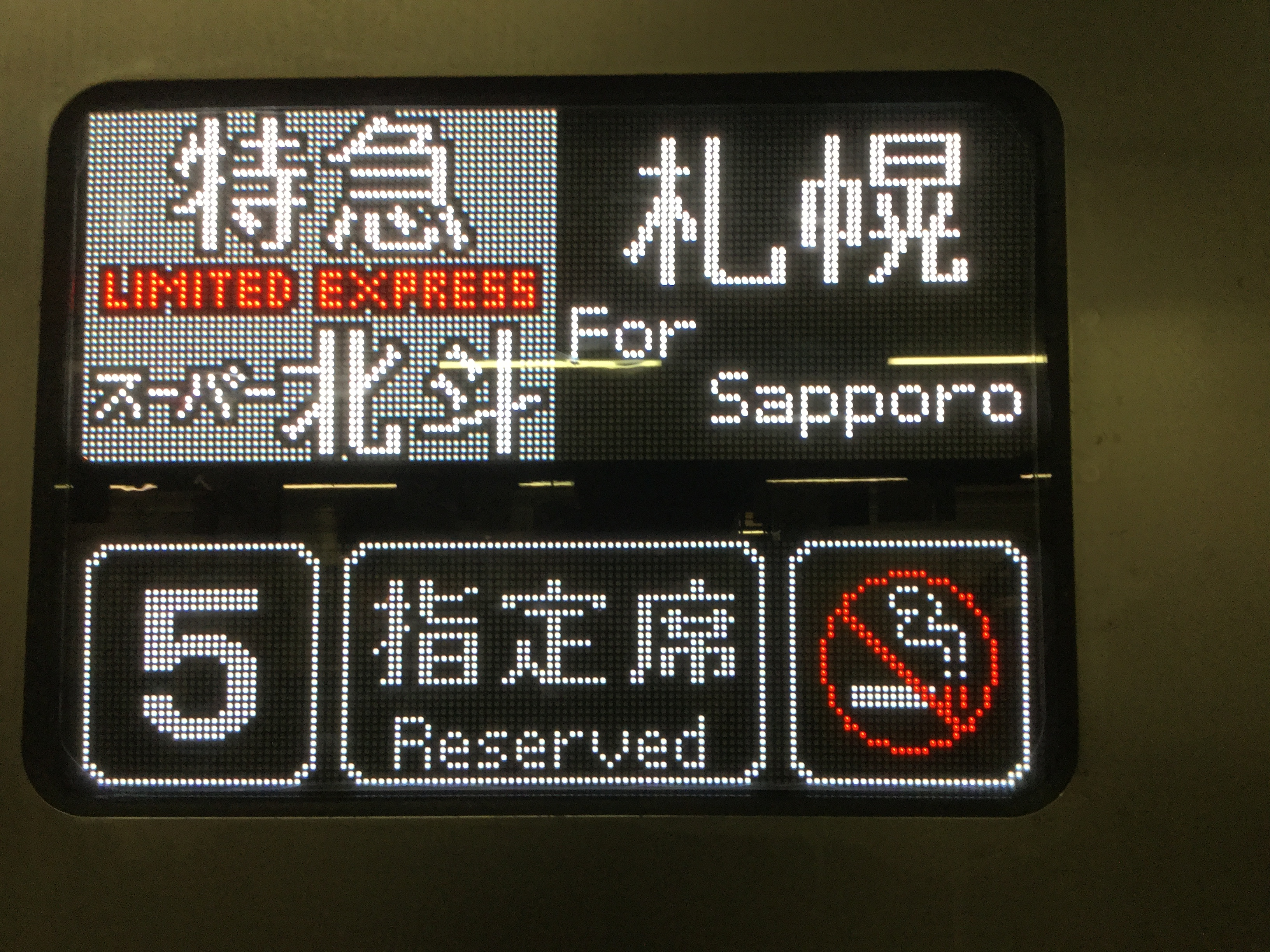
往札幌的超級北斗號（「スーパー北斗」）

## 運用
- 2019年3月16日至今的運用列車
  - 特急「超級北斗」（函館－札幌 間、1日3往返）
- 過去的運用
  - 「Home liner」（手稻→札幌）（2013年10月31日以前）
  - 特急「北斗17號」（函館→札幌）（2013年7月8日 - 2013年10月31日、2014年3月15日 - 2014年7月31日）
    - 受在2013年7月6日發生的「北斗14號」火災事故影響，部分「超級北斗」列車行駛「北斗17號」。

## 外部連結
- 特急スーパー北斗（281系） 車両の紹介（页面存档备份，存于）